# Gabriel de Tubières de Caylus
Gabriel de Tubières de Lévy de Caylus (1612-1677) est un ecclésiastique français ayant œuvré en Nouvelle-France.

## Biographie
Né à Privezac en Rouergue, il est le troisième fils de Jean de Tubières de Grimoard, baron de Verfeil et d'Anne de Pestels de Lévy, héritière de Caylus. En tant que cadet, il est destiné à l’Église, et reçoit dès ses onze ans le bénéfice de l’abbaye de Loc-Dieu à la mort de son grand-oncle maternel Jean de Lévis-Quélus. 
À partir de 1623, il fait ses études à Paris, où il se lie avec Jean-Jacques Olier. Il est ordonné prêtre en 1645, obtient le grade de docteur en théologie, et rejoint la toute jeune Compagnie des prêtres de Saint-Sulpice. Il y est chargé de fonder les séminaires de Rodez (1647), Nantes (1649), Viviers (1650) et Clermont (1656). Devenu brièvement en 1648 le supérieur de la maison de Paris, il est nommé à la cure de Privas dans le Vivarais en 1653, où il œuvre aux missions populaires et à la conversion des protestants. 
Rappelé à Paris en 1656, il se voit confier la fondation du séminaire de Montréal, et est désigné par l’Assemblée du clergé de France au nouvel évêché que la Société Notre-Dame de Montréal se faisait fort de faire créer au Canada. Cette nomination rencontre la vive opposition des Jésuites qui souhaitent tenir les prêtres de Saint-Sulpice éloignés du Canada : ils réussissent à obtenir la nomination de François de Montmorency-Laval, qui avait été leur élève au collège de La Flèche.
Caylus, toujours chargé de fonder le séminaire de Montréal, s’embarque en 1657 pour la Nouvelle-France, muni des pouvoirs de l’archevêque de Rouen qui en faisait son official et son grand vicaire pour la Nouvelle-France. Sur place, sa légitimité est disputée par les Jésuites qui avaient également reçu en 1649 des lettres de grand vicaire de l’archevêque de Rouen. Ce conflit cesse en mars 1658 quand l’archevêque de Rouen précise la juridiction de chacun : Caylus devenant vicaire général pour le 
district de Ville-Marie, et le supérieur des Jésuites pour le reste de la Nouvelle-France.
Cependant, la situation se complique à l’arrivée en juin 1659 de Mgr de Laval, auquel le Saint-Siège, qui ne reconnaissait pas la juridiction de l’archevêque de Rouen sur le Canada, avait confié le vicariat apostolique.
De retour en France à l’automne 1659, Caylus se rend secrètement à Rome malgré la défense qui lui avait été faite de quitter le royaume, où il obtient subrepticement de la Daterie apostolique, et à l’insu de la Propaganda Fide, l’érection de Montréal en cure indépendante du vicariat apostolique. 
Revenu au Canada en août 1661, il gagna Montréal malgré l’interdiction de Mgr de Laval, mais un ordre de la Cour le force à retourner en octobre en France, où il œuvre au séminaire de Saint-Sulpice. 
Quand Rouen abandonne ses prétentions sur le Canada, Caylus est autorisé à revenir à Montréal en 1668 au titre de supérieur du séminaire, et il devient grand vicaire de Mgr de Laval pour le district de Montréal. Ayant alors l’appui de Mgr de Laval, il réalise pendant cette période ses plus grandes œuvres, dont la mission chez les Iroquois à Kenté, au nord du lac Ontario. 
Rappelé en France en 1671 pour régler des affaires de famille, il doit y rester en raison son état de santé. Il vit alors au Mont-Valérien, et meurt à Paris le 20 mars 1677. Il est inhumé dans la chapelle du séminaire de Saint-Sulpice.